# Pseudomiopteryx decipiens
Pseudomiopteryx decipiens är en bönsyrseart som beskrevs av Giglio-tos 1915. Pseudomiopteryx decipiens ingår i släktet Pseudomiopteryx och familjen Thespidae. Inga underarter finns listade i Catalogue of Life.